# エヴァとステファンとすてきな家族
『エヴァとステファンとすてきな家族』（エヴァとステファンとすてきなかぞく、原題：Tillsammans、英題：Together）は、2000年のスウェーデンのコメディ映画。

## ストーリー
1975年のスウェーデン。エヴァとステファンの両親は喧嘩し、母親はふたりを連れて家を出て行ってしまう。三人は母親の兄のもとへ行くが、そこはコミューン（Together）だった。

## キャスト
※括弧内は日本語吹替。
- エリザベート：リーサ・リンドグレン（藤生聖子）
- ロルフ：ミカエル・ニクヴィスト（田中正彦）
- エヴァ：エンマ・サミュエルソン（堀江由衣）
- ステファン：サム・ケッセル（小林由美子）
- ヨーラン：グスタフ・ハンマシュテーン（遠藤純一）
- レナ：アニア・ルンドクヴィスト（魏涼子）
- ラッセ: オーラ・ノレル（桐本琢也）

日本語吹替その他：丸山純路、奥田啓人、園部好德、黒崎雅、山門久美、小林美佐、日比愛子、保村真、塾一久
日本語版制作スタッフ 演出：市来満、翻訳：日笠千晶、制作：ニュージャパンフィルム